# Raumstufe
Mit Raumstufe bezeichnet man in der Nachrichtenübertragungstechnik die Koppelstufe in einem Koppelfeld für Zeitmultiplexverfahren, durch die Kanäle, die räumlich voneinander getrennt sind (zum Beispiel weil sie auf verschiedenen Leitungen liegen), aber eine gleiche Zeitlage haben, wahlfrei miteinander verbunden werden können. Auch die Bezeichnung Raumlagenvielfach ist geläufig.